# Беликовские Выселки
Беликовские Выселки — деревня Краснослободского района Республики Мордовия России в составе Куликовского сельского поселения. 

## География
Находится на расстоянии примерно 10 км по прямой на запад-северо-запад от районного центра города — Краснослободск.

## История
Основана после 1914 года переселенцами из села Черновские Выселки.

## Население
Постоянное население составляло 5 человек (русские 100%) в 2002 году, 2 — в 2010 году.